# ウィンズケール原子炉火災事故
ウィンズケール原子炉火災事故（ウィンズケールげんしろかさいじこ、英: Windscale fire）は、1957年10月10日に起きたイギリス史上最悪の原子力事故で、最大でレベル7まである国際原子力事象評価尺度（INES）でレベル5の事故と評価された。
2基の原子炉は、英国の原爆製造計画の一部として突貫工事で建設された。ウィンズケール原子炉1号基は1950年10月に、続いて2号基は1951年6月に運転を開始した。
ウィンズケールは原子力施設群の名前であり、地名ではない。場所的にはシースケールの町はずれから数百ヤード北側の距離に位置する。1号炉および2号炉は核兵器を生産する目的で建設された軍用の原子炉であり、発電機を備えていないため、原子力発電所には分類されない。コールダーホール原子力発電所や後に建設されたソープ再処理工場も同じ敷地内である。
事故はカンブリア州にある原子力施設のウィンズケール（現在のセラフィールド） の敷地にある原子炉1号基の炉心で火災が発生したもので、多大な放射能汚染を周囲にもたらした。
事故による直接的な死者はいないとされている一方で、事故が原因とされる癌で12人が死亡という報告や100人が死んだあるいはそれ以上という試算もあり、調査ごとに数字が異なっている。
シースケール村で生まれた子供は、白血病で死ぬ割合が平均の9倍に達しているとの調査が1987年になされたが、放射線による影響はないとされた。一方、住民は癌の多発を訴えている。

## ウィンズケール原子炉

ウィンズケール原子炉1号基の概念図
Air flow: 空気の流れ
Fuel rods: 燃料棒
Graphite core: 黒鉛の炉心
Channel: 核燃料冷却プール
Filter: フィルタ
図はBBCの記事の方が解り易い

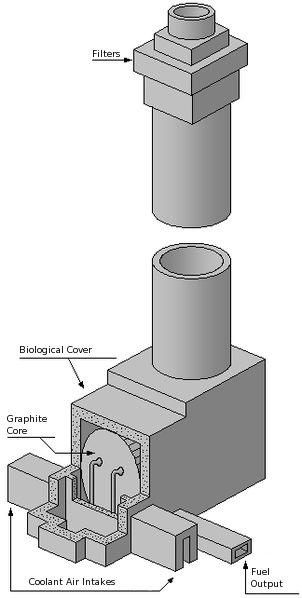
ウィンズケール原子炉の断面図
Filter: フィルタ
Biological Cover: 炉心シュラウド
Graphite core: 黒鉛の炉心
Coolant Air Intakes: 冷却空気取入口
Fuel Output: 燃料取出口

第二次世界大戦後、英国政府は世界の強国として軍備拡張競争の発展に置き去りにされたくないがために、可能な限り早い、独自の核開発に乗り出した。
原子炉はカンブリア州にある小さな村、シースケールの近くに建てられた。ウィンズケール原子炉1号基および2号基として知られていた2つの原子炉は、数百フィート隔てて建てられた大きなコンクリートの建屋に収容されていた。原子炉は黒鉛減速・空気冷却炉であった。核分裂反応は大量の熱を発生するため、黒鉛のチャンネル（燃料を通すための溝）を介して空気を吹き込むことによって炉心を冷却する必要があった。冷却用の空気は一組の大型ファンにより取り入れられ、高温の空気は炉心の背面から外に排出され煙突を昇った。フィルタはノーベル賞受賞者でAEREの責任者だったジョン・コッククロフトの介入で建設の後の方で追加され、燃料排出面の真上にある回廊に収納された。フィルタなど不要で、費用と時間の無駄であり技術的な頭痛の種になるだけとみなされ、大きなコンクリートの建屋の400フィート（120メートル）の煙突の上部に工期の終わり頃に追加された。このために、建設作業者や技術者達には「コッククロフトの飾り物」（英: Cockcroft's Folly） と呼ばれていた。

### 炉心の設計
原子炉は固体グラファイト製の炉心で、ウランと同位体のカートリッジを通す水平のチャンネルがあり、同位体のカートリッジに中性子放射を晒すことで、ウランからプルトニウムと放射性同位元素のそれぞれを生成した。核燃料と同位体は原子炉の正面、"燃料供給側"のチャンネルに供給し、使用済み核燃料は炉心を通り抜けて背面、"燃料取出側"に押し出され、いったん水で冷却してからプルトニウム抽出のための再処理をした。

#### 燃料
天然ウランは冷却効率を向上させるために放熱板が付いたアルミニウムの燃料カートリッジに入れられ、プルトニウムの生産に使用されていた。このプルトニウムは核兵器に使用する意図があったため、重いプルトニウムの同位体（240Pu, 241Pu など） の生成を減らすために燃料の燃焼度は低く保たれていた。

#### 同位体カートリッジ
以下の物質が燃料カートリッジの内部に納められ、放射性同位元素を作成するために中性子照射された。生成する目的物質と、反応の過程で生じる同位体の組み合わせのいくつかを以下に示す。これらのうち、ポロニウム210の放出が集団線量に最も大きな役割を果たした。
|                           | 目的物質      |
| ------------------------- | ------------- |
| リチウム-マグネシウム合金 | 三重水素      |
| 窒化アルミニウム          | 炭素14        |
| 塩化カリウム              | 塩素36        |
| コバルト                  | コバルト60    |
| ツリウム                  | ツリウム170   |
| タリウム                  | タリウム204   |
| 酸化ビスマス              | ポロニウム210 |
| トリウム                  | ウラン233     |

### ウィグナーエネルギー
原子炉が建設された頃の英国は、アメリカやソ連とは異なり、黒鉛が中性子にさらされた場合にどのように振る舞うかについてほとんど知見を有していなかった。ハンガリー系アメリカ人の物理学者ユージン・ウィグナーは、黒鉛は中性子照射を受けると結晶構造が変化し、ポテンシャルエネルギーを蓄積することを発見した。このエネルギーは、蓄積が進むと強力な熱として急激に放出されることがある。操業認可が下りて運用が始まると、ウィンズケール原子炉2号基に不可解な炉心温度上昇が生じた。これはウィグナーエネルギーの急激な放出に起因するものだった。英国の科学者達がこの現象における危険性を懸念し、蓄積されたウィグナーエネルギーを安全に解放するための手段が求められていた。唯一の有効な解決策は焼きなまし工程の追加で、黒鉛の炉心は核燃料で250°Cに加熱され、炭素原子が結晶構造の所定の位置に戻って、蓄えられたエネルギーを徐々に熱として解放し、そして炉心全体に均一に広がることになった。焼きなましによりウィグナーエネルギーの蓄積を防ぐことには成功したが、監視装置も原子炉そのものも冷却システムなども含めたすべての周辺装置も、焼きなまし工程のためには設計されていなかった。
事故の時には、広く考えられていたように黒鉛減速材にではなく、ウラン燃料に火がついた。 2005年の調査により、黒鉛の損傷は燃えた燃料棒の周囲に留まっていたことが示された。この原子炉の金属ウラン燃料は、現代の原子炉で使用される二酸化ウランとは異なり、酸素の存在下で簡単に燃える性質があった。冷却空気を直接、大気中に排気することは、炉心から放出された放射性物質がフィルターを通過すれば環境中に放出されることを意味した。

## 火災事故

### 用途の変更
英国が米国と核兵器相互開発合意の二国間条約の交渉を進めるためには、技術的に互角であることを証明しなければならなかった。ウィンズケールの施設は、英国最初の原子爆弾用プルトニウムの生産を目指して建てられた。原子爆弾の開発には成功したが、その後米国は三重水素を使ったテラー・ウラム型の水爆を設計し、爆破実験を行った。英国は三重水素を生産するための施設を保有していなかったため、ウィンズケール原子炉を転用する決定がなされた。三重水素は原子炉の内でリチウム6に中性子放射を当てることで生産できる。プルトニウムを生産するよりも高い中性子束が必要なので、アルミニウム製の燃料カートリッジについている、ウランが発火するのを防ぐための放熱フィンを切り詰め、アルミニウムで中性子が吸収される割合を減らすことが決定された。ウィンズケールの施設を最初の設計のままで想定限界を超えて使用することで、安全性は下がるものの低いコストで三重水素が製造できるはずだった。1号炉で最初の三重水素の生産に成功した後の段階では、熱の問題は無視できると推定され、本格的な生産が始まったが、科学者たちが設計仕様を超えて原子炉の温度を上昇させたことにより、炉心の熱の通常の分布が変化しそれにより1号炉で熱が集中する"ホットスポット"が生じた。炉心温度の測定に使用されていた熱電対は元の熱分布設計に基づいて配置されていたため、新たな熱分布の下で炉心の最も熱くなった部分を測定できておらず、ホットスポットを検知できなかった。

### 発火
1957年10月7日、運転員達は焼きなまし工程を開始するために、ウィンズケール原子炉1号基の冷却ファンを低風力に切り替え、原子炉を低出力で安定化させた。次の日、焼きなましを行うために、運転員達は原子炉の出力を増加させた。焼きなまし工程がうまく行われていたように見えたので、原子炉を停止するために制御棒が炉心に降ろされたが、ウィグナーエネルギーの解放は炉心に均一には広がっておらず、蓄積が残っていて不十分なことがすぐに明らかになった。そこで、運転員は制御棒を再び抜き、2度めの加熱を行って焼きなまし工程を完了させようとした。熱電対は炉心の最高温の位置にはなかったため、運転員達は炉心の一部が他よりもかなり熱くなっていることに気づかなかった。このことが、2度めの加熱が火災を決定づけた要因の背後にあった疑いが持たれているが、正確な原因は今も不明である。公式の報告書はウランのカートリッジが破裂して酸化したことが一層の過熱と火災の原因になったと示唆しているが、より最近の報告書では、マグネシウム-リチウム同位体カートリッジの方かもしれないと示唆している。機器を観察してわかることの全ては穏やかな温度上昇があったことで、それはウィグナー効果により発生すると予想される範囲内のものだった。
10月10日の早朝、何か異常なことが起きていると疑われた。炉心の温度はウィグナー効果による熱放出が終了することにより徐々に低下するはずであったが、監視装置は不明瞭な表示をし、熱電対の一つは炉心の温度があべこべに上昇していることを示していた。原子炉が冷却するのを促進するために、空気の風量が増やされた。これは炎により多くの酸素を供給することになり、放射性物質を煙突の上に押し上げ、フィルタの回廊に入り込んだ。その時になって制御室の運転員達は煙突最上部の排気部分に取り付けられた放射線の状況を測定するモニタ装置の針が振り切れていることを知った。指針に書かれた通りに、現場監督は施設が緊急事態であると宣言をした。

### 炎上
運転員達は遠隔監視装置で原子炉を調べようと試みたが、それは障害により動かなかった。所長のトム・ヒューズは、独自の判断で原子炉を調べようと提案し、彼と他の運転員は防護服に身を包んで、原子炉の燃料供給面側に向かった。高温を記録している熱電対の近くの燃料チャンネル検査用のプラグが何らかのミスで取り外されていたと分かったのは、運転員達が赤熱した燃料を見た時だった。
「検査用のプラグのひとつが取り外されていたんだ」とトム・ヒューズは後のインタビューで語った。「そして我々はチャンネル4本分の燃料棒が赤熱して明るく光りだしている本当に恐ろしい光景を見た。」
原子炉が火災を起こしていることに疑いの余地はなく、そして約48時間が経過していた。副所長のトム・トゥーイは完全装備の放射線防護服と呼吸用のボンベを身につけ、原子炉後部の燃料取出側を調べるために高さ80フィートの原子炉建屋の屋上に階段で登り、原子炉の蓋の上に立った。ここでトゥーイは点検用のハッチから、鈍く赤い光が、原子炉の背面と炉心シュラウドの間の空間を照らしているのを見たと報告した。 赤熱した燃料カートリッジは、燃料取出側の燃料チャンネルの中で強い光を放っていた。トゥーイは事故の間中、燃料取出側からの荒れ狂う猛火が届く炉心シュラウド上部の鉄筋コンクリート製の建屋の上に何度も戻り、そこで指揮を執った。コンクリートは600℃を超えると崩壊する恐れがあったが、トゥーイは危険を冒して職務を遂行した。

### 初期消火の試み
運転員達は火災にどう対処すべきか確信を持てなかった。まず、彼らは空冷用のファンを最大出力にして冷却効果を増加させることにより炎を吹き消すことを試みたが、これは逆に炎をあおった。トム・ヒューズと彼の同僚は、すでに激しい炎の出ている周囲から無傷の燃料カートリッジを取り出して延焼を防ごうとしていた。トム・トゥーイは炎の中心部の溶融したカートリッジの一部を足場用のパイプで突いて、炉の後ろの燃料冷却プールに落そうと提案した。しかしいくら押しても燃料棒は動こうとせず、この方法では不可能だとわかった。パイプを抜くと先端は軒並み赤熱しており、さらに、抜いたパイプのうちの一本は赤熱した先端から溶融した金属がしたたり落ちていた。ヒューズには、これは中性子照射を受けたウランが溶けた物に違いなく、それは重大な放射線の影響が燃料供給側の作業用エレベーターにまで及ぶと解っていた。
「熱に曝された燃料チャンネルは白熱していた」とヒューズと一緒にエレベーターで作業していた同僚は言った。「それはまさに白熱していたんだ。誰も、文字通り、誰も、一体どれだけ高温になってしまうのか想像もできなかった。」

### 二酸化炭素
次に、運転員達は二酸化炭素を使用しての消火を試みた。同じ敷地にある新しくできたガス冷却炉のコールダーホール原子力発電所に25トンの液体二酸化炭素がちょうど納品された所で、それをウィンズケール原子炉1号基の燃料供給側に取り付けたが、火を消すのに役立つほどの量ではなかった。火はあまりに熱かったので二酸化炭素を使用すれば酸素を剥ぎ取る可能性もあった。
ヒューズは後に詳しく語っている。「それで我々はこれを取りつけたんだ。我々にはこの貧弱な二酸化炭素のホースしかなく、私にはこれで消火できるとは全く思えなかった。」

### 注水
10月11日金曜日の朝、火災は最悪の状態にあり、11トンのウランは光り輝いていた。温度は極端に高くなっており（1つの熱電対は1300℃を記録した）、損傷を負った原子炉周囲の炉心シュラウドは崩壊という深刻な危機に陥った。この危機に直面して、運転員達はついに水を使用することを決めた。水をかけると、溶融した酸化金属が水と接触し、水の分子から酸素を剥ぎ取って遊離した水素が残り、送風された空気と混合して水素爆発を起こし、熱で弱くなっている炉心シュラウドを破裂させる危険があった。 しかし他に選択肢がなかったために、運転員はあえて計画を進めることにした。 約12本の消火ホースが原子炉の燃料供給側まで引き回され、足場のパイプに掛けられた。ノズルの先端を切断し、火災の中心部より約1m上の燃料チャンネルに挿しこんで水を注ぎ込んだ。トゥーイは再び原子炉建屋の屋上に駆け上がって放水を指示し、水圧を増やすにつれ水素が反応する兆候を示さないか点検用のハッチの所で注意深く音を聞いた。しかしながら注水だけでは消火に失敗し、更なる措置を取ることが必要になった。
そこで、トム・トゥーイは自分と消防隊長を除いて原子炉建屋の外に出るように命じ、原子炉を冷却していた送風ファンを止めた。トゥーイはその後何度も屋上まで登り下りし、燃料取出側から立ち上る炎が次第に消えていくのを報告した。 火を観察している間に、彼は燃料取出側を見やすくするために留め金を外していた点検用のハッチが、吸い込まれて早く閉まることに気付いた。これは炎があらゆる所から空気を吸い込もうとしていたためだと彼は報告している。炎は燃焼を続けるために煙突からも空気を吸い込もうとしていたに違いないと彼はインタビューで述べた。
ついに彼は点検用のハッチを開けて、火が次第に消えかけているところを確認することができた。「最初は炎上していたが、炎が減少し、赤い光は消え始めた」と彼は説明し「私は鎮火したことに納得がいくまで何度も建屋の屋上に登って確認した。私は確かに燃料回収側に立っていたんだ。まあ、たぶん」続けて彼は言った「停止した原子炉の炉心をまともに目視すれば、相当の放射線を受けただろう。」
原子炉が完全に冷温になるまで、さらに24時間の放水が続けられた。
1号炉は事故以来、封印されたままで、依然として約15トンのウラン燃料が残っている。残った燃料を取り出そうとすると、放水の時に生成された自然発火性物質の水素化ウランの存在ゆえに再燃する可能性もあると考えられていた。その後の廃炉プロセスの一環として実施された調査では、この可能性は無いとしている。計画では原子炉は2037年よりも前に最終的に廃炉となることはない。

## 火災事故の余波

### 放射性物質の放出
「コッククロフトの飾り物」のおかげで、火災の時に煙突から流れ出た放射性物質をいくらか低減することができたが、放出された放射性物質は英国を超え欧州大陸にも拡散した。火災は推定740テラベクレル （20,000 キュリー）のヨウ素131を放出し、同様に22TBq （594キュリー） のセシウム137と12,000TBq（324,000キュリー）のキセノン133、そして他の放射性核種も放出した。後の汚染データの見直しにより、英国内と英国外の汚染は以前は見積もられたよりも高かった可能性がある。
| 放射性核種       | ウィンズケール | チェルノブイリ | 福島第一 （大気中） | スリーマイル島       |
| ---------------- | -------------- | -------------- | ------------------- | -------------------- |
| ヨウ素131        | 740            | 1,760,000      | 130,000             | はるかに少ない       |
| セシウム137      | 22             | 79,500         | 35,000              | はるかに少ない       |
| キセノン133      | 12,000         | 6,500,000      | 17,000,000          |                      |
| キセノン135      |                |                |                     | ウィンズケールの25倍 |
| ストロンチウム90 |                | 80,000         |                     | はるかに少ない       |
| プルトニウム     |                | 6,100          |                     |                      |

### 修復作業
原子炉は修復不能であった。可能な箇所では燃料棒を取り除き、原子炉の遮蔽装置は密封し、そのまま残された。 約6,700本の火災で破損した燃料カートリッジと1,700本の火災で損傷した同位体カートリッジが、原子炉内に残された。損傷した炉心は崩壊熱のためまだ少し熱を持っている。ウィンズケール原子炉2号基は火災による損傷は受けていなかったが、使用を続けるのはあまりにも危険であると考えられたために、事故からまもなく停止された。それ以来、空気冷却型の原子炉は建造されていない。破損した原子炉から最終的に燃料が除去されるのは、2008年に開始してさらに4年間継続する予定だった。

### 調査委員会
イギリス核開発の父として知られるウィリアム・ペニーを議長とする公的調査委員会が1957年10月17日から25日に開かれた。「ペニー報告」として知られる報告書は英国原子力公社の会長に提出され、1957年11月に議会に提出された政府白書の元となった。ペニー報告そのものは1988年1月にパブリック・レコード・オフィスから公開された。1989年には元の録音からより良い書き起こしをするための作業の後に改訂版が公表された。
1957年10月26日、火が消えた16日後ペニーは4つの結論に達したと報告した。
- 事故の主な原因は、10月8日の2度目の焼きなまし工程が、あまりにも早く、あまりにも性急に行われたことである。
- 一たび事故が発見された後の対処については、"関係者全てにおいて迅速かつ効率的で際立った献身ぶりが示された"。
- 事故の結果に対し講じられた措置は適切で、"国民一般にもウィンズケールの労働者達のいずれにも直ちに健康被害は出ない"。何であれ有害な影響が発生することなどありそうにない。
- より詳細な技術的評価、組織の変更につながる健康と安全のための明確な責任の所在、そして放射線の線量限度のより良い定義が必要である。

しかし報告は技術的および組織的な欠陥に対して非常に批判的であった。
事故収拾に直接関わってきた人々は、対応手順が"迅速かつ効率的"および"任務に対する顕著な献身を示した"というペニーの結論に勇気づけられた。しかし、トーマス・トゥーイによって示された決断力と勇気、そして大惨事を回避するのに果たした重要な役割が完全には認識されていないと感じた人もいた。事故を過小に見せ、国民の関心が集まらないようにするため、作業員たちは「よくやったと背中をたたかれる」だけで満足しなければならなかった。2008年3月12日にトゥーイは彼の尽力がいっさい公に認識されることなく死亡した。
ウィンズケールの施設は除染され、まだ使用中である。施設の一部は後にセラフィールドと改名され英国核燃料会社に移管された。今では設備全体が原子力廃止措置機関に所有されている。

### 健康への影響
当初、特に懸念されていた放射性同位元素はヨウ素131で、半減期は僅か8日だが、人体に取り込まれれば甲状腺に蓄積する。その結果、ヨウ素131を摂取すれば、多くの場合において甲状腺癌につながる。火災事故は200の癌症例の追加の原因となったと推定されていたが、しかしながらその数字は最近になって240例と修正された。
1954年には緊急事態に対処する計画が作成されていたが、計画の存在すら知られておらず周辺地域から誰も避難しなかった。事故後2日経って乳牛は危険なほど汚染されているかもしれないという懸念のため、周囲の田園地帯の約500km2内で生産された牛乳は約1ヶ月間、集荷場から下水に投棄された。しかし悪臭が問題となり、海へ通じる下水道に牛乳を捨てることは禁止されたため、海岸近くの排水路や入り江から海へ直接捨てられることになった。2000年の "Mortality and cancer registration experience of the Sellafield employees known to have been involved in the 1957 Windscale accident" という研究では、除染に直接関わったために最も多くの被曝をしたと考えられる労働者達からも有意な長期的な健康への影響は認められないとされている。

## 1957年の火災以外の事故

### 1952年
原子炉から大気中へ大量の放射性ヨウ素が放出。ただし軍が原爆製造過程で計画的に行った作業の一部で、事故ではない。

### 1961年7月
再処理工場のB204から廃液が誤って排水溝に入りシースケールの海岸の一部が汚染された。

### 1973年9月
B204でルテニウム106のガスが逆流し35人が被曝。B204は閉鎖される。

### 1976年夏
廃棄物貯蔵タンクB38から放射能漏洩。BNFL（英国核燃料会社）は事故を秘密にしていた。

### 1979年3月
高レベル放射性廃液が溢れ、10万キュリー以上の放射能が漏れた。

### 1979年7月
燃料被覆管を取り除くB30で火災発生。8人の労働者が被曝。

### 1981年10月
使用済み核燃料からヨウ素131が漏洩。

### 1983年11月
ヨークシャーテレビの『ウィンズケール - 核の洗濯屋』が世の関心を集め、環境保護団体のグリーンピースが抗議のため海洋放出管を塞ぐと宣言。裁判所の妨害行為差し止め命令を無視してダイバーらがボートで海洋放出管に向かったところ、黒い油膜を発見。ガイガー＝ミュラー計数管で測定すると、針が振り切れた。危険を感じて潜水は中止し港に引き返したが、ボートの底から高い放射能が検出された。廃液の誤放出で約600キュリーが海洋に放出されたと推定された。25マイルにわたり海岸に立ち入らないように勧告された。

### 1986年12月
許容レベルを超える廃液が海洋放出管から流され、住民は海岸に近付かないように警告された。

### 2005年4月

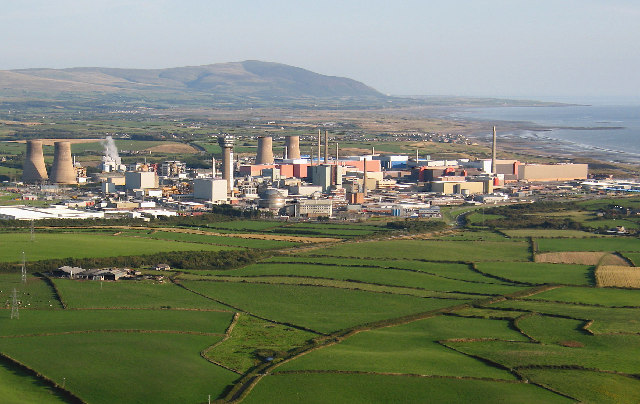
2005年のウィンズケール（セラフィールド）

ソープ再処理工場でINESレベル3の事故。濃硝酸に溶解したウランとプルトニウムの高レベル放射性の核燃料を含む危険な混合物約20トンがパイプの破損箇所から巨大なステンレス製の容器にリーク。放射線量が高いので立ち入れなくなり、ソープ再処理工場は閉鎖を余儀なくされた。

## セラフィールドに名称変更
環境保全運動や反核運動にとって"ウィンズケール"の名前は憎しみの的となったため、悪いイメージを払拭するために1981年に施設の名称はセラフィールドに改名された。

## 放射能汚染とその影響

### 放射性物質の海洋投棄
放射性廃液は沖合に伸びる放出管から海に投棄されていた。1980年代まで、中レベル廃液の海への放出も認められていた。

### ヨークシャーテレビの報道
1983年11月1日、ヨークシャーテレビは『ウィンズケール - 核の洗濯屋』（"Windscale-the Nuclear Laundry"）というドキュメンタリーでシースケール村では小児癌の発生率が全国平均の10倍であると報道した。番組は大きな反響を呼び、環境大臣は事実と原因の究明を命じた。一方、番組に出演したレイヴングラスの夫妻は地元に風評被害をもたらしたとして激しい非難と中傷そして嫌がらせを受けた。

### ブラック報告
ダグラス・ブラックの Inestigation of the possible increased incidence of cancer in West Cumbria によると、シースケールの10歳未満の白血病の症例が1955〜1983年は5例で、英国の平均発生率からすればその期待値は0.5例であるから、平均の10倍であった。委員会はシースケール村での白血病発生率が高いことは認めたが「普通ではないが異常とは言えない」とし、対象となる子供の数も少ないので施設からの放射能放出との因果関係は証明できないとして否定する一方で、白血病が多い理由は説明できなかった。

### ガードナー論文
ブラック報告以来、様々な疫学的調査が行われたが、1990年2月17日にイギリス医師会雑誌のBMJにマーティン・ガードナーらにより投稿された論文は以下のように結論付けていた。
- 父親がセラフィールドで働いていた子供で、生まれた場所がセラフィールドから5km以上遠方の子供に比べて、セラフィールドから5km以内で生まれた子供の小児白血病および非ホジキンリンパ腫の相対危険度は2.44 （95%信頼区間1.04〜5.71）[50]
- 受胎前までに累計で100mSv以上の被曝歴をもつ父親から生まれた子供の小児白血病の相対危険度は6.30 （95%信頼区間1.52〜26.03）[51]
- 受胎前の6ヶ月間の累計が10mSv以上の被曝歴をもつ父親から生まれた子供の小児白血病の相対危険度は4.41 （95%信頼区間1.19〜16.39）[51]

子供が生まれる前の父親の被曝により、低レベルの放射線でも精子が突然変異し、小児白血病の多発をもたらすという調査結果は英国に波紋を引き起こした。英国核燃料会社や原子力推進派は放射能汚染と白血病多発は何ら関係がなく、その原因は都市から原子力施設に移り住んだ人たちの持ち込んだウイルスである可能性も考えられるとしてガードナー論文を否定した。

#### ガードナー論文に対する反論
ガードナー論文を否定する研究が数多くある。
- 1993年の Kinlen LJ, Clarke K, Balkwill A による "Paternal preconceptional radiation exposure in the nuclear industry and leukaemia and non-Hodgkin's lymphoma in young people in Scotland"[53]
- 1994年の R. DOLL, H. J. EVANS & S. C. DARBY による "Paternal exposure not to blame"[54]
- 1995年の英国放射線防護局（英語版）の Little MP, Charles MW, Wakeford R. らによる "A review of the risks of leukemia in relation to parental pre-conception exposure to radiation"[55]
- 1996年の Sharp L, Black RJ, Harkness EF, McKinney PA による "Incidence of childhood leukaemia and non-Hodgkin's lymphoma in the vicinity of nuclear sites in Scotland, 1968-93"[56]
- 1997年の英国放射線防護局の G. J. Draper らによる "Cancer in the Offspring of Radiation Workers: A Record Linkage Study"[57]

### キンレンの住民混住説
レオ・キンレンらは "Can paternal preconceptional radiation account for the increase of leukemia and non-Hodgkin’s lymphoma at Seascale?" というレポートで、1951年から1991年の間の25歳未満のシースケール村の青少年について調査し、白血病および非ホジキンリンパ腫（以降、両者を合わせて悪性腫瘍とする）の過剰な発症が、青少年の受胎前の期間における父親の被曝という仮定で説明ができるか否かの判断をした。
英国の青少年における悪性腫瘍の発症率と、シースケール村在住の青少年の人数からすれば何例ぐらいの発生が起きそうかを計算した数字を期待値とする。期待値に対し実際にシースケール村で発生した悪性腫瘍の症例数が何倍だったかを相対リスクとした場合のデータは以下になる。
| 年齢                                                                        | 1951-1960  | 1961-1970  | 1971-1980  | 1981-1991  | 合計       | 相対リスク | p値     |
| --------------------------------------------------------------------------- | ---------- | ---------- | ---------- | ---------- | ---------- | ---------- | ------- |
| シースケール村で生まれ育った青少年の発症数 （かっこ内の数字は期待値）       |            |            |            |            |            |            |         |
| 0-24                                                                        | 1 （0.05） | 1 （0.09） | 2 （0.09） | 0 （0.09） | 4 （0.31） | 12.9       | < 0.001 |
| 他所で生まれシースケール村で育った青少年の発症数 （かっこ内の数字は期待値） |            |            |            |            |            |            |         |
| 0-24                                                                        | 1 （0.15） | 1 （0.16） | 0 （0.16） | 1 （0.11） | 3 （0.58） | 5.2        | < 0.05  |

| 年齢                                                                        | 1951-1960  | 1961-1970  | 1971-1980  | 1981-1991  | 合計       | 相対リスク | p値    |
| --------------------------------------------------------------------------- | ---------- | ---------- | ---------- | ---------- | ---------- | ---------- | ------ |
| シースケール村で生まれ育った青少年の発症数 （かっこ内の数字は期待値）       |            |            |            |            |            |            |        |
| 0-24                                                                        | 1 （0.01） | 0 （0.02） | 0 （0.02） | 1 （0.02） | 2 （0.07） | 28.5       | < 0.01 |
| 他所で生まれシースケール村で育った青少年の発症数 （かっこ内の数字は期待値） |            |            |            |            |            |            |        |
| 0-24                                                                        | 0 （0.03） | 0 （0.05） | 0 （0.05） | 2 （0.03） | 2 （0.16） | 12.5       | < 0.05 |

シースケール村で生まれ育った青少年は英国平均に比べ過剰な悪性腫瘍の発症が認められるという点では、ブラック報告およびガードナー論文と一緒である。キンレンのレポートでは、その相対リスクは白血病で12.9倍、非ホジキンリンパ腫で28.5倍と計算された。
一方、悪性腫瘍を発症した青少年の受胎前の期間における父親の被曝との関連については、以下のデータから否定した。
| ドレーパー 報告での 症例番号 | 診断年 | 年齢 | シースケール 生まれか否か | 診断                                      | 父の外部 被曝量 （mSv） | ブラック 報告での 参照番号 | 調査時点 での生死 |
| ---------------------------- | ------ | ---- | ------------------------- | ----------------------------------------- | ----------------------- | -------------------------- | ----------------- |
| 1                            | 1954   | 6    | 他所生まれ                | 神経芽細胞腫                              | 0                       | 22                         | 死亡              |
| 2                            | 1955   | 7    | 他所生まれ                | 急性リンパ性白血病                        | 0                       | 1                          | 死亡              |
| †                            | 1955   | 2    | 村生まれ                  | 非ホジキンリンパ腫                        | 0                       | 14                         | 死亡              |
| 3                            | 1960   | 2    | 村生まれ                  | 急性骨髄性白血病                          | 90-99                   | 3                          | 死亡              |
| 4                            | 1968   | 11   | 他所生まれ                | 急性リンパ性白血病                        | 5.5                     | 2                          | 生存              |
| 5                            | 1968   | 4    | 村生まれ                  | 急性リンパ性白血病                        | 100以上                 | 5                          | 死亡              |
| 6                            | 1971   | 2    | 村生まれ                  | 急性リンパ性白血病                        | 100以上                 | 6                          | 死亡              |
| 7                            | 1975   | 15   | 村生まれ                  | 横紋筋肉腫                                | 0                       | 26                         | 死亡              |
| 8                            | 1979   | 5    | 村生まれ                  | 急性リンパ性白血病                        | 90-99                   | 7                          | 死亡              |
| 9                            | 1983   | 9    | 他所生まれ                | 非ホジキンリンパ腫                        | 0                       | 16                         | 生存              |
| 10                           | 1984   | 1    | 村生まれ                  | 非ホジキンリンパ腫                        | 90-99                   | 17                         | 死亡              |
| 11                           | 1985   | 18   | 他所生まれ                | 松果体腫瘍                                | 5                       | 記載無し                   | 死亡              |
| 12                           | 1988   | 23   | 他所生まれ                | 非ホジキンリンパ腫 （バーキットリンパ腫） | 100以上                 | 記載無し                   | 生存              |
| 13                           | 1988   | 17   | 村生まれ                  | ホジキンリンパ腫                          | 0.5                     | 記載無し                   | 死亡              |
| 14                           | 1991   | 16   | 他所生まれ                | 急性リンパ性白血病                        | 0                       | 記載無し                   | 生存              |
| 15‡                          | 1978   | 19   | 村生まれ                  | 慢性骨髄性白血病                          | 100以上                 | 4                          | 死亡              |
| §‡                           | 1954   | 3    | 村生まれ                  | 亜急性リンパ性白血病                      | 0                       | 記載無し                   | 死亡              |

- 内部被曝を含めると、90-99mSvに分類されているうちの1例が100mSv以上の分類に変わる。
- 記載無し: ブラック報告の後で診断された、などの理由。
- † ドレーパー報告ではミスにより省略されたが、後に報告された。
- 15‡ ブラック報告には含められているが、診断されたのがシースケール村から転出後、2ヶ月経ってからであるため、集計からは除かれた。
- §‡ シースケール村から転出後、5ヶ月経ってから非ホジキンリンパ腫と診断されたことが判明したので、集計からは除かれた。

レポートは、シースケール村に住んでいた青少年で悪性腫瘍を発症した11例のうち受胎前に父親が100mSv以上の被曝をしていたのは、僅か3例に過ぎずこれを受胎前に父親が90mSv以上の被曝にまで拡大しても6例である。村で生まれて悪性腫瘍を発症した青少年に限定した場合は、受胎前に父親が90mSv以上の高い被曝をしているのは6例中5例であるのに対し、他所生まれで悪性腫瘍を発症した青少年で受胎前に父親が高い被曝を受けていたのは5例中僅か1例である。よってシースケール村で過剰な悪性腫瘍が発生しているのは、受胎前に父親が高い被曝を受けたことが唯一の原因ではない、と結論付けている。
レポートはシースケール村の過剰な悪性腫瘍が発生する理由の説明として
1. 未知の白血病誘発物質がある
2. 孤立した地域に稀な新旧住民の混住のため感染が促進される伝染病

を提唱し、後者には証拠があると主張している。

#### 住民混住説を支持するレポート
人口混住（英: population mixing）説は、キンレンにより提唱されている。
- "Evidence from population mixing in British New Towns 1946-85 of an infective basis for childhood leukaemia"

#### 住民混住説に疑問を提するレポート
COMAREは1996年に発行した4番目のレポートで、第二次大戦中にロイヤル・オードナンスがセラフィールドとドリッグ（en）の近隣に建築されてシースケールにも多くの住民が来たことが明らかであるのに小児白血病の増加が見られなかったと強調し、住民混住説に疑問を投げかけた。
- "Did Sellafield workers seed leukaemia?"

### ディキンソン・パーカー調査
ヘザー・ディキンソンとルイーズ・パーカーは、1950年から1991年の間にカンブリアで産まれた子供達に対しコホート研究を行いセラフィールドで被曝を伴う作業をする父親から生まれた9,859人と、セラフィールドと無関係な父親から生まれた256,851人を、25歳になるまで追跡調査し、悪性腫瘍のリスクを比較した。その結果、
- 被曝作業をする父親から生まれた子の相対危険度は1.9 （95%信頼区間1.0〜3.1）
- 父親が被曝作業をするシースケール生まれの0-6歳の子の相対危険度は15.0 （95%信頼区間5.3〜33）

調査はリスクの高さの大部分は人口混住で説明できるとしながらも、いくつかの症例については受胎前の父親の被曝との関連を否定しきれないと結論づけた。

### 日本におけるガードナー論文の評価
- ATOMICAは、父親の受胎前被ばくと子供の白血病の関連性があるという見解を支持していない[45]。
- 公益財団法人原子力安全研究協会に原子力安全委員会委員の寺島東洋三は『英国の小児白血病－遺伝性がん誘発とガードナー疫学』という記事[61]で否定的な見解を述べている。

## BBCのドキュメンタリー
1999年に英国放送協会は30分の教育ドキュメンタリー"災害"シリーズの3本目として『ウィンズケール火災』 （Disaster - Series 3） と題した30分の番組を制作した。番組はその後にDVDとして発売された。
事故後50周年の2007年にBBCは『ウィンズケール：英国最大の原子力災害』と題した別のドキュメンタリーを制作しイギリス最初の核施設の歴史とその核兵器開発における役割について調査した。ドキュメンタリーは主要な科学者達やウィンズケールの副所長だったトム・トゥーイなど施設の運転員にインタビューしており、10月8日に放送された。ドキュメンタリーでは、世界初の核施設の火災となった1957年のウィンズケールの火災は、英国政府から至急で核爆弾の製造材料を生成せよという圧力の結果として安全対策を緩めたために引き起こされたことを示唆している。

## 他の原子力事故との比較
1986年のチェルノブイリ原子力発電所事故は約176万テラベクレルのヨウ素131を放出し、79500 テラベクレルのセシウム137、650万テラベクレルのキセノン133、8万テラベクレルのストロンチウム90、および6,100テラベクレルのプルトニウム、さらに12ほどの他の放射性核種も一緒に大量放出した。1979年のスリーマイル島原子力発電所事故はウィンズケールより25倍も多くのキセノン135を放出したが、ヨウ素・セシウム・ストロンチウムについてはずっと少なかった。福島第一原子力発電所事故の予備調査における大気への放出の見積もりはチェルノブイリとほぼ同等のレベルを示し、ウィンズケール火災事故の放出をかなり上回っている。
1986年のチェルノブイリ原子力発電所事故はウィンズケール火災事故による放射性物質の放出を大幅に超えていたが、1979年のスリーマイル島原子力発電所事故までは最悪の原子炉事故として扱われていた。疫学的推定値は、スリーマイル島の事故によって引き起こされる癌の増加数は1人未満で、チェルノブイリだけが即死の犠牲者を出したとしている。
スリーマイル島は民間の原子炉で、チェルノブイリは軍民両用だが主に電力生産のために使用されていた。対照的にウィンズケールは純粋に軍事目的だった。
ウィンズケールやチェルノブイリとは異なり、スリーマイル島の原子炉は、事故によって放出される放射性物質を原子炉建屋が抑えるように設計されていた。
他の軍用原子炉には、1961年にアイダホ州で運転員3人が即死したSL-1原子炉の事故や、1946年にロスアラモス国立研究所でルイス・スローティンが死亡した臨界事故がある。
1957年9月29日、ウィンズケールの事故と同じ時期に起きたソ連のマヤク工場で起きたウラル核惨事はさらに重大な事故で、何千・何万トンもの溶解した核廃棄物がタンクの冷却システムの障害により非核爆発をもたらした。

## 現在

### ペニー報告の影響
現在でも1957の火災事故はペニー報告の通りに作業ミスが原因であるとしている資料がある。

### ウィンズケール・スーツ
完全装備の放射線防護服のことを"ウィンズケール・スーツ" （英: Windscale suit） と呼ぶ。

### ISO登録
英国核燃料会社は1999年から2000年にかけてMOX燃料の品質検査記録を偽造していたが、改善するという約束をした結果、ISO 9002認証を取り消されなかった。過去に多大な環境汚染をもたらした同社は現在、品質マネジメントシステムのISO 9001に加え、環境マネジメントシステムのISO 14001の認証を受けている。

### 訳注
1. ↑  この事故に言及している日本語文献3冊からウィンズケールの表記が登場する最初のページを示す。なおコリンズ英語辞典によれば、英語の発音は/ˈwɪndˌskeɪl/である。ウィンドスケール、ウインドスケールとする日本語表記もみられる。
2. ↑  村の中心部から敷地までだと2km以上ある。Google Mapで確認できる。
3. ↑  直訳すると「生体遮蔽」。現行の発電用原子炉において、主に原子炉圧力容器や原子炉格納容器の外周を囲む分厚い重コンクリートの壁を指す（生体遮へい - 原子力百科事典ATOMICA）。核反応で生じる強力な放射線を遮る重要な役目を果たすものだが、この原子炉は核爆弾の原料製造用であり圧力容器も格納容器も存在しない。ただこの構造物自体が黒鉛炉の炉心を冷やす空気の通風に関わる「筒」を兼ねていることから本記事では炉心シュラウドと訳した。
4. ↑  charge hoist ... hoist は貨物用の昇降機を意味するイギリス英語。炉心は高さ80フィートあり多数の燃料を通すチャンネルがあるため、高い場所は昇降機で作業した。作業用エレベーターと訳出。
5. ↑  population mixing 説に定まった訳語は見当たらない。